# Ortogonální matice
Ortogonální maticí (někdy také ortonormální) se v lineární algebře nazývá každá reálná čtvercová matice, jejíž sloupce tvoří ortonormální bázi vzhledem ke standardnímu skalárnímu součinu. Analogický termín pro komplexní matice je unitární matice.
Inverzní matice k ortogonální matici se shoduje s její transpozicí.
Ortogonální matice odpovídají shodným zobrazením v euklidovském prostoru, neboli rotacím, a zrcadlením. 
Ortogonální matice se používají například při numerickém řešení soustav lineárních rovnic nebo problémů s vlastními čísly. 
Ortogonální matice s determinantem hodnoty 1 se nazývají speciální ortogonální matice.
Množina všech ortogonálních matic daného řádu tvoří tzv. ortogonální grupu. Podobně speciální ortogonální matice tvoří  speciální ortogonální grupu.

## Definice
Reálná čtvercová matice {\displaystyle {\boldsymbol {Q}}} se nazývá ortogonální, pokud součin s její transponovanou maticí {\displaystyle {\boldsymbol {Q}}^{\mathrm {T} }} dává jednotkovou matici {\displaystyle \mathbf {I} }, neboli:
{\displaystyle {\boldsymbol {Q}}^{\mathrm {T} }{\boldsymbol {Q}}=\mathbf {I} }
Pokud se sloupce matice {\displaystyle {\boldsymbol {Q}}} označí {\displaystyle {\boldsymbol {q}}_{1},\ldots ,{\boldsymbol {q}}_{n}}, pak lze uvedenou podmínku ekvivalentně vyjádřit pomocí standardního skalárního součinu:
{\displaystyle \langle {\boldsymbol {q}}_{i},{\boldsymbol {q}}_{j}\rangle ={\boldsymbol {q}}_{i}^{\mathrm {T} }{\boldsymbol {q}}_{j}={\begin{cases}1&{\text{pro}}~i=j\\0&{\text{jinak}}\end{cases}}}
Sloupce ortogonální matice proto tvoří ortonormální bázi prostoru {\displaystyle \mathbb {R} ^{n}}. 
Aby sloupce matice tvořily ortonormální bázi, nestačí jen, aby byly vzájemně ortogonální (kolmé); musejí být také standardizované, tj. mít jednotkovou délku.

### Konkrétní ukázky
- Jednotková matice {\displaystyle \mathbf {I} _{2}={\begin{pmatrix}1&0\\0&1\\\end{pmatrix}}} odpovídající identitě v rovině je ortogonální, protože pro ni platí: {\displaystyle \mathbf {I} _{2}^{\mathrm {T} }\mathbf {I} _{2}=\mathbf {I} _{2}}.

- Matice {\displaystyle {\boldsymbol {Q}}={\begin{pmatrix}0&1\\1&0\end{pmatrix}}} je ortogonální, neboť:

{\displaystyle {\boldsymbol {Q}}^{\mathrm {T} }{\boldsymbol {Q}}={\begin{pmatrix}0&1\\1&0\end{pmatrix}}\cdot {\begin{pmatrix}0&1\\1&0\end{pmatrix}}={\begin{pmatrix}0\cdot 0+1\cdot 1&0\cdot 1+1\cdot 0\\1\cdot 0+0\cdot 1&1\cdot 1+0\cdot 0\end{pmatrix}}={\begin{pmatrix}1&0\\0&1\end{pmatrix}}=\mathbf {I} }
Uvedená matice odpovídá osové souměrnosti podle osy 1. a 3. kvadrantu.
- Matice {\displaystyle {\boldsymbol {Q}}={\frac {1}{5}}{\begin{pmatrix}3&4\\-4&3\end{pmatrix}}} je ortogonální:

{\displaystyle {\boldsymbol {Q}}^{\mathrm {T} }{\boldsymbol {Q}}={\frac {1}{5}}{\begin{pmatrix}3&-4\\4&3\end{pmatrix}}\cdot {\frac {1}{5}}{\begin{pmatrix}3&4\\-4&3\end{pmatrix}}={\frac {1}{25}}{\begin{pmatrix}9+16&12-12\\12-12&16+9\end{pmatrix}}={\frac {1}{25}}{\begin{pmatrix}25&0\\0&25\end{pmatrix}}={\begin{pmatrix}1&0\\0&1\end{pmatrix}}=\mathbf {I} }
Dále jsou uvedeny ukázky malých ortogonálních matic a jejich geometrických interpretací:
- {\displaystyle {\begin{pmatrix}1&0\\0&-1\\\end{pmatrix}}} – osová souměrnost podle osy {\displaystyle x}
- {\displaystyle {\begin{pmatrix}0&0&0&1\\0&0&1&0\\1&0&0&0\\0&1&0&0\end{pmatrix}}} – permutace souřadnicových os

### Obecné ukázky
- Permutační matice, tj. matice, ve kterých je právě jeden prvek v každém řádku i každém sloupci roven jedné a všechny ostatní prvky jsou nulové, jsou ortogonální. Značí-li {\displaystyle {\boldsymbol {P}}_{\pi }} permutační matici odpovídající permutaci {\displaystyle \pi }, pak platí:

{\displaystyle {\boldsymbol {P}}_{\pi }^{T}{\boldsymbol {P}}_{\pi }={\boldsymbol {P}}_{\pi ^{-1}}{\boldsymbol {P}}_{\pi }={\boldsymbol {P}}_{\pi ^{-1}\circ \pi }={\boldsymbol {P}}_{\mathrm {id} }=\mathbf {I} },
protože transpozice permutační matice se shoduje s permutační maticí k permutaci inverzní. Součin permutačních matic odpovídá skládání permutací a v tomto složení jsou všechny záměny vyvolané permutací {\displaystyle \pi } následně vráceny její inverzí {\displaystyle \pi ^{-1}}.
- Zobecnění permutačních matic na matice, ve kterých je právě jeden prvek v každém řádku i sloupci roven 1 nebo -1, a všechny ostatní prvky jsou nulové, tvoří množinu všech celočíselných ortogonálních matic.[zdroj?]

- Rotační matice

{\displaystyle {\boldsymbol {R}}_{\alpha }={\begin{pmatrix}\cos \alpha &-\sin \alpha \\\sin \alpha &\cos \alpha \end{pmatrix}}}
jsou matice, které popisují rotaci kolem počátku souřadnic v euklidovské rovině o úhel {\displaystyle \alpha }. Tyto matice jsou ortogonální, protože:
{\displaystyle {\boldsymbol {R}}_{\alpha }^{\mathrm {T} }{\boldsymbol {R}}_{\alpha }={\begin{pmatrix}\cos ^{2}\alpha +\sin ^{2}\alpha &-\cos \alpha \sin \alpha +\sin \alpha \cos \alpha \\-\sin \alpha \cos \alpha +\cos \alpha \sin \alpha &\sin ^{2}\alpha +\cos ^{2}\alpha \end{pmatrix}}=\mathbf {I} }

## Vlastnosti ortogonální matice
Stejným způsobem, jako bylo ze vztahu {\displaystyle {\boldsymbol {Q}}^{\mathrm {T} }{\boldsymbol {Q}}=\mathbf {I} } odvozeno, že sloupce ortogonální matice tvoří ortonormální bázi prostoru {\displaystyle \mathbb {R} ^{n}}, vyplývá ze součinu {\displaystyle {\boldsymbol {Q}}{\boldsymbol {Q}}^{\mathrm {T} }=\mathbf {I} }, že i řádky tvoří ortonormální bázi {\displaystyle \mathbb {R} ^{n}}. Matice {\displaystyle {\boldsymbol {Q}}} a {\displaystyle {\boldsymbol {Q}}^{\mathrm {T} }} se obecně nemusejí shodovat, a proto může jít v těchto případech o odlišné ortonormální báze.

### Inverzní matice
Ortogonální matice {\displaystyle {\boldsymbol {Q}}} je vždy regulární protože její řádky i sloupce jsou lineárně nezávislé. Matice inverzní k ortogonální matici je rovna její transpozici, neboli:
{\displaystyle {\boldsymbol {Q}}^{\mathrm {T} }={\boldsymbol {Q}}^{-1}}.
Matice inverzní k matici {\displaystyle {\boldsymbol {Q}}} je právě taková matice {\displaystyle {\boldsymbol {Q}}^{-1}}, pro níž platí:
{\displaystyle {\boldsymbol {QQ}}^{-1}={\boldsymbol {Q}}^{-1}{\boldsymbol {Q}}=\mathbf {I} }
Z druhé rovnosti vyplývá, že transpozice ortogonální matice je také ortogonální. Platí i obrácená implikace, neboli každá matice {\displaystyle {\boldsymbol {Q}}}, jejíž transpozice se shoduje a maticí k ní inverzní, je ortogonální, protože pak platí:
{\displaystyle {\boldsymbol {Q}}^{\mathrm {T} }{\boldsymbol {Q}}={\boldsymbol {Q}}^{-1}{\boldsymbol {Q}}=\mathbf {I} }

### Zachování délek a úhlů
Je-li vektor {\displaystyle {\boldsymbol {u}}\in \mathbb {R} ^{n}} vynásoben ortogonální maticí {\displaystyle {\boldsymbol {Q}}\in \mathbb {R} ^{n\times n}}, potom se délka (čili euklidovská norma) vektoru nezmění:
{\displaystyle \|{\boldsymbol {Qu}}\|_{2}=\|{\boldsymbol {u}}\|_{2}} .
Standardní skalární součin dvou vektorů {\displaystyle {\boldsymbol {u}},{\boldsymbol {v}}\in \mathbb {R} ^{n}} je také invariantní vzhledem k součinu s ortogonální maticí {\displaystyle {\boldsymbol {Q}}}:
{\displaystyle \left\langle {\boldsymbol {Qu}},{\boldsymbol {Qv}}\right\rangle =\left\langle {\boldsymbol {u}},{\boldsymbol {v}}\right\rangle }
V důsledku je zachován i úhel mezi oběma vektory. Obě vlastnosti vyplývají přímo z definice standardního skalárního součinu. Díky zachování délek a úhlů je lineární zobrazení {\displaystyle f\colon \mathbb {R} ^{n}\to \mathbb {R} ^{n}} dané předpisem {\displaystyle f({\boldsymbol {u}})={\boldsymbol {Qu}}} shodné zobrazení v euklidovském prostoru {\displaystyle \mathbb {R} ^{n}}. Naopak matice lineárního zobrazení je ortogonální vzhledem ke standardnímu bázi pro každé shodné lineární zobrazení v euklidovském prostoru. 

### Determinant
Absolutní hodnota determinantu ortogonální matice {\displaystyle {\boldsymbol {Q}}} je rovna jedné:
{\displaystyle |\det {\boldsymbol {Q}}|=1}
Tento fakt vyplývá přímo z determinantu součinu matic:
{\displaystyle (\det {\boldsymbol {Q}})^{2}=\det {\boldsymbol {Q}}\cdot \det {\boldsymbol {Q}}=\det {\boldsymbol {Q}}^{\mathrm {T} }\cdot \det {\boldsymbol {Q}}=\det({\boldsymbol {Q}}^{\mathrm {T} }{\boldsymbol {Q}})=\det \mathbf {I} =1}
Jinými slovy, determinant ortogonální matice může nabývat pouze hodnot jedna nebo mínus jedna. Existují však matice, které nejsou ortogonální a přitom mají determinant roven plus nebo mínus jedné, například unimodulární matice. Ortogonální matice, jejichž determinant je roven jedné, odpovídají rotacím a nazývají se speciální ortogonální matice. Ortogonální matice, jejichž determinant je roven mínus jedné, představují rotační zrcadlení. 

### Vlastní čísla
Reálná ortogonální matice {\displaystyle {\boldsymbol {Q}}} může mít komplexní vlastní čísla. Jejich absolutní hodnota je rovna jedné, a proto je lze zapsat ve tvaru:
{\displaystyle \lambda =e^{it}}
pro {\displaystyle t\in \mathbb {R} }. Je-li {\displaystyle {\boldsymbol {u}}} vlastní vektor příslušný k {\displaystyle \lambda }, potom díky zachování délek a linearitě normy platí:
{\displaystyle \|{\boldsymbol {u}}\|_{2}=\|{\boldsymbol {Qu}}\|_{2}=\|\lambda {\boldsymbol {u}}\|_{2}=|\lambda |\,\|{\boldsymbol {u}}\|_{2}}
z čehož vyplývá {\displaystyle |\lambda |=1}. Reálná vlastní čísla ortogonální matice mohou být jen {\displaystyle \pm 1}. Komplexní vlastní čísla se vždy objevují v komplexně sdružených dvojicích, tj. {\displaystyle \lambda =e^{it}} a {\displaystyle {\bar {\lambda }}=e^{-it}}, protože:
{\displaystyle {\boldsymbol {Q}}{\bar {\boldsymbol {u}}}={\overline {\boldsymbol {Qu}}}={\overline {\lambda {\boldsymbol {u}}}}={\bar {\lambda }}{\bar {\boldsymbol {u}}}}
Ortogonální matice {\displaystyle {\boldsymbol {Q}}\in \mathbb {R} ^{n\times n}} lichého řádu {\displaystyle n} má proto alespoň jedno vlastní číslo reálné.

### Diagonalizovatelnost
Ortogonální matice {\displaystyle {\boldsymbol {Q}}\in \mathbb {R} ^{n\times n}} je normální, neboli splňuje vztah:
{\displaystyle {\boldsymbol {Q}}{\boldsymbol {Q}}^{\mathrm {T} }={\boldsymbol {Q}}^{\mathrm {T} }{\boldsymbol {Q}}}
Lze ji proto unitárně diagonalizovat nad komplexními čísly. Podle spektrální věty existuje unitární matice {\displaystyle {\boldsymbol {U}}\in \mathbb {C} ^{n\times n}} taková, že platí: 
{\displaystyle {\boldsymbol {U}}^{-1}{\boldsymbol {QU}}={\boldsymbol {D}}}
Matice {\displaystyle {\boldsymbol {D}}\in \mathbb {C} ^{n\times n}} je diagonální s vlastními čísly matice {\displaystyle {\boldsymbol {Q}}} na diagonále. Sloupce matice {\displaystyle {\boldsymbol {U}}} jsou pak tvořeny dvojicemi ortonormálních vlastních vektorů matice {\displaystyle {\boldsymbol {Q}}}. To znamená, že vlastní prostory ortogonální matice jsou také po dvojicích ortogonální.
Ortogonální matice {\displaystyle {\boldsymbol {Q}}\in \mathbb {R} ^{n\times n}} nemusí být diagonalizovatelná nad reálnými čísly. Existuje však ortogonální matice {\displaystyle {\boldsymbol {V}}\in \mathbb {R} ^{n\times n}} taková, že součin
{\displaystyle {\boldsymbol {V}}^{-1}{\boldsymbol {QV}}={\begin{pmatrix}{\boldsymbol {D}}_{1}&&{\boldsymbol {0}}\\&\ddots &\\{\boldsymbol {0}}&&{\boldsymbol {D}}_{s}\end{pmatrix}}}
je bloková diagonální matice, ve které jsou jednotlivé bloky buď rotačními maticemi velikosti {\displaystyle 2\times 2} nebo jde o jednoprvkové bloky obsahující {\displaystyle \pm 1}. Uvedená reprezentace se také nazývá normální forma ortogonální matice.

### Norma
Spektrální norma ortogonální matice {\displaystyle {\boldsymbol {Q}}\in \mathbb {R} ^{n\times n}} je určena vztahem:
{\displaystyle \|{\boldsymbol {Q}}\|_{2}=\max _{\|{\boldsymbol {u}}\|_{2}=1}\|{\boldsymbol {Qu}}\|_{2}=\max _{\|{\boldsymbol {u}}\|_{2}=1}\|{\boldsymbol {u}}\|_{2}=1}
Pro Frobeniovu normu určenou Frobeniovým skalárním součinem platí:
{\displaystyle \|{\boldsymbol {Q}}\|_{F}={\sqrt {\langle {\boldsymbol {Q}},{\boldsymbol {Q}}\rangle _{F}}}={\sqrt {\langle \mathbf {I} ,\mathbf {I} \rangle _{F}}}={\sqrt {n}}}
Součin s ortogonální maticí zachovává spektrální normu i Frobeniovu normu libovolné matice {\displaystyle {\boldsymbol {A}}\in \mathbb {R} ^{n\times n}}, protože platí:
{\displaystyle \|{\boldsymbol {QA}}\|_{2}=\max _{\|{\boldsymbol {u}}\|_{2}=1}\|{\boldsymbol {QAu}}\|_{2}=\max _{\|{\boldsymbol {u}}\|_{2}=1}\|{\boldsymbol {Au}}\|_{2}=\|{\boldsymbol {A}}\|_{2}}
a také:
{\displaystyle \|{\boldsymbol {QA}}\|_{F}={\sqrt {\langle {\boldsymbol {QA}},{\boldsymbol {QA}}\rangle _{F}}}={\sqrt {\langle {\boldsymbol {A}},{\boldsymbol {A}}\rangle _{F}}}=\|{\boldsymbol {A}}\|_{F}}
Podmíněnost matice se vzhledem k uvedeným maticovým normám zachovává i po součinu s ortogonální maticí.

## Grupa ortogonálních matic
Regulární matice pevného řádu se součinem matic tvoří obecnou lineární grupu {\displaystyle \mathrm {GL} (n,\mathbb {R} )} s jednotkovou maticí {\displaystyle \mathbf {I} } v roli neutrálního prvku. Ortogonální matice tvoří podgrupu obecné lineární grupy, nazvanou ortogonální grupa {\displaystyle \mathrm {O} (n)}. Součin dvou ortogonálních matic {\displaystyle {\boldsymbol {P}},{\boldsymbol {Q}}\in \mathbb {R} ^{n\times n}} je opět ortogonální, protože platí:
{\displaystyle ({\boldsymbol {PQ}})^{\mathrm {T} }({\boldsymbol {PQ}})={\boldsymbol {Q}}^{\mathrm {T} }({\boldsymbol {P}}^{\mathrm {T} }{\boldsymbol {P}}){\boldsymbol {Q}}={\boldsymbol {Q}}^{\mathrm {T} }{\boldsymbol {Q}}=\mathbf {I} }
Inverzní matice k ortogonální matici {\displaystyle {\boldsymbol {Q}}\in \mathbb {R} ^{n\times n}} je také ortogonální, protože platí:
{\displaystyle ({\boldsymbol {Q}}^{-1})^{\mathrm {T} }{\boldsymbol {Q}}^{-1}=({\boldsymbol {Q}}^{-1})^{\mathrm {T} }{\boldsymbol {Q}}^{\mathrm {T} }=({\boldsymbol {QQ}}^{-1})^{\mathrm {T} }=\mathbf {I} ^{\mathrm {T} }=\mathbf {I} }
Speciální ortogonální matice, což jsou rotační matice, neboli ortogonální matice s determinantem rovným jedné, tvoří podgrupu ortogonální grupy, tzv. speciální ortogonální grupu {\displaystyle \mathrm {SO} (n)}, též nazývanou rotační grupa. Jde o speciální případ Lieovy grupy.

## Použití

### Numerické záležitosti
Numerická matematika využívá řadu přirozených vlastností ortogonálních matic pro numerickou lineární algebru. Například je často žádoucí získat ortonormální bázi daného prostoru nebo provést přechod mezi ortogonálními bázemi; obě tyto úlohy mají řešení ve tvaru ortogonálních matic. Přínosné pro numerickou stabilitu výpočtu zpravidla bývá, mají-li matice determinant ±1, či popřípadě všechna vlastní čísla absolutní hodnoty 1. Mimo jiné pak platí, že podmíněnost matice je rovna 1 (což je nejmenší možná hodnota), a tak se chyby  při násobení ortogonální maticí nezvětšují. Z uvedeného důvodu se v řadě algoritmů používají  ortogonální matice, jako jsou Householderovy odrazy a Givensovy rotace. Dále je užitečné, že ortogonální matice je nejen regulární, ale její inverze se získá pouhou výměnou indexů.

### Soustavy lineárních rovnic
Řešení soustavy lineárních rovnic tvaru
{\displaystyle {\boldsymbol {Qx}}={\boldsymbol {b}}}
s ortogonální maticí {\displaystyle {\boldsymbol {Q}}\in \mathbb {R} ^{n\times n}} a vektorem pravých stran {\displaystyle {\boldsymbol {b}}\in \mathbb {R} ^{n}} lze přímo vyjádřit:
{\displaystyle {\boldsymbol {x}}={\boldsymbol {Q}}^{\mathrm {T} }{\boldsymbol {b}}}
Pro výpočet vektoru řešení {\displaystyle {\boldsymbol {x}}\in \mathbb {R} ^{n}} stačí jen provést součin matice s vektorem, což má výpočetní složitost pořádek {\displaystyle O(n^{2})}. Pro srovnání, řešení obecných soustav lineárních rovnic například pomocí Gaussovy eliminace má složitost {\displaystyle O(n^{3})}. Uvedené vlastnosti se využívají například v (reálné) diskrétní Fourierově transformaci a diskrétní kosinové transformaci.

### Maticové rozklady
Ortogonálních matice se využívají v QR rozkladu, což je rozklad dané matice {\displaystyle {\boldsymbol {A}}\in \mathbb {R} ^{m\times n}} na součin:
{\displaystyle {\boldsymbol {A}}={\boldsymbol {QR}}}
ortogonální matice {\displaystyle {\boldsymbol {Q}}\in \mathbb {R} ^{m\times m}} s horní trojúhelníkovou matrici {\displaystyle {\boldsymbol {R}}\in \mathbb {R} ^{m\times n}}. Konstrukci matice {\displaystyle {\boldsymbol {Q}}} lze provést pomocí Givensových rotací, které odpovídají rotacím, a Householderových transformací, které odpovídají zrcadlením. QR rozklady se používají v numerických metodách k řešení špatně podmíněných, přeurčených nebo nedostatečně určených soustav lineárních rovnic. Další oblastí použití je řešení problémů s vlastními čísly pomocí QR algoritmu.
Pomocí singulárního rozkladu může být každá reálná matice {\displaystyle {\boldsymbol {A}}\in \mathbb {R} ^{m\times n}} rozložena na součin:
{\displaystyle {\boldsymbol {A}}={\boldsymbol {U\Sigma V}}^{\mathrm {T} }}
ortogonální matice {\displaystyle {\boldsymbol {U}}\in \mathbb {R} ^{m\times m}}, diagonální matice {\displaystyle {\boldsymbol {\Sigma }}\in \mathbb {R} ^{m\times n}} a transpozici další ortogonální matice {\displaystyle {\boldsymbol {V}}\in \mathbb {R} ^{n\times n}}. Diagonální prvky matice {\displaystyle {\boldsymbol {\Sigma }}} jsou singulární hodnoty matice {\displaystyle {\boldsymbol {A}}}. Singulární rozklad se používá například v geometrii pro transformaci hlavní osy kvadrik a ve statistice pro analýzu hlavních komponent vícerozměrných datových souborů.
Pomocí polárního rozkladu lze každou čtvercovou matici {\displaystyle {\boldsymbol {A}}\in \mathbb {R} ^{n\times n}} vyjádřit jako součin 
{\displaystyle {\boldsymbol {A}}={\boldsymbol {QP}}}
ortogonální matice {\displaystyle {\boldsymbol {Q}}\in \mathbb {R} ^{n\times n}} a pozitivní semidefinitní symetrické matice {\displaystyle {\boldsymbol {P}}\in \mathbb {R} ^{n\times n}}.

### Ortogonální zobrazení
Je-li {\displaystyle (V,\langle \cdot ,\cdot \rangle )} reálný unitární prostor dimenze {\displaystyle n}, potom lze každé lineární zobrazení {\displaystyle f\colon V\to V} vyjádřit vzhledem k ortonormální bázi {\displaystyle \{{\boldsymbol {e}}_{1},\ldots ,{\boldsymbol {e}}_{n}\}} prostoru {\displaystyle V} pomocí matice zobrazení {\displaystyle {\boldsymbol {A}}_{f}\in \mathbb {R} ^{n\times n}} takové, že platí:
{\displaystyle f({\boldsymbol {e}}_{j})=a_{1j}{\boldsymbol {e}}_{1}+\dotsb +a_{nj}{\boldsymbol {e}}_{n}} pro {\displaystyle j=1,\dotsc ,n}.
Matice zobrazení {\displaystyle {\boldsymbol {A}}_{f}} je ortogonální, právě když {\displaystyle f} je ortogonální zobrazení. Jsou-li totiž {\displaystyle {\boldsymbol {x}}} a {\displaystyle {\boldsymbol {y}}}  vektory souřadnic vektorů {\displaystyle {\boldsymbol {u}}} a {\displaystyle {\boldsymbol {v}}} vzhledem k uvedené bázi, neboli {\displaystyle {\boldsymbol {u}}=x_{1}{\boldsymbol {e}}_{1}+\dotsb +x_{n}{\boldsymbol {e}}_{n}} a {\displaystyle {\boldsymbol {v}}=y_{1}{\boldsymbol {e}}_{1}+\dotsb +y_{n}{\boldsymbol {e}}_{n}}, potom platí: 
{\displaystyle \langle f({\boldsymbol {u}}),f({\boldsymbol {v}})\rangle =({\boldsymbol {A}}_{f}{\boldsymbol {x}})^{\mathrm {T} }({\boldsymbol {A}}_{f}{\boldsymbol {y}})={\boldsymbol {x}}^{\mathrm {T} }{\boldsymbol {A}}_{f}^{\mathrm {T} }{\boldsymbol {A}}_{f}{\boldsymbol {y}}={\boldsymbol {x}}^{\mathrm {T} }{\boldsymbol {y}}=\langle {\boldsymbol {u}},{\boldsymbol {v}}\rangle }

## Terminologie
V současné literatuře z oblasti lineární algebry a maticových výpočtů se setkáváme převážně s názvem ortogonální matice, navzdory tomu, že její sloupce, resp. řádky, jsou ortonormální.
Ve starší literatuře, nebo literatuře z jiných oborů (kde se s těmito maticemi setkáváme v nejrůznějších aplikacích) se můžeme z výše uvedeného důvodu setkat i názvem ortonormální matice.